# Otyń (przystanek kolejowy)
Otyń – dawny kolejowy przystanek osobowy w mieście Otyń, w województwie lubuskim, w Polsce.